# 補償余剰
補償余剰（ほしょうよじょう、compensating surplus）とは、ある財の価格が変わった時に効用も変化するが、その変化した効用から元の効用にまで補うのに必要な金額である。支払意思額（willingness to pay）とも言われる。

## 支払意志額
支払意志額（英: willingness to pay; WTP）はある財に対して最大限支払っても良いと思う金額である。WTPはミクロ経済学における留保価格（英: reservation price）に相当する。ある財を特定の量消費することに対するWTPは総支払意志額（Total WTP）という。WTPは金額で表現される。
WTPは消費者当人が財に対して感じる有難さの金銭的表現であるため、ある財から得られる便益を表現する指標として用いられる。便益とコストの差、すなわちWTPから価格を引いた値を消費者余剰という。